# Bienal de Venecia

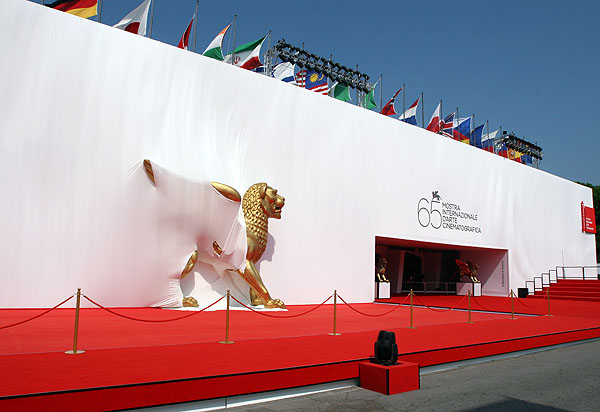
Entrada al 65.º Festival de Cine de La Bienal de Venecia.

La Bienal de Venecia (en italiano: La Biennale di Venezia) es una exposición cultural internacional que la Fundación Bienal organiza anualmente en Venecia, Italia. La bienal se organiza todos los años desde 1895, lo que la convierte en la más antigua de su tipo. La exposición principal celebrada en Castello, en las salas del Arsenale y de los Jardines de la Bienal, alterna entre arte y arquitectura (de ahí el nombre bienal). Los demás eventos organizados por la Fundación — que abarcan teatro, música y danza — se celebran anualmente en varias partes de Venecia, mientras que el Festival de Cine de Venecia tiene lugar en el Lido.

## Organización
| Nombre común                      | Nombre formal                                  | Fundado | Frecuencia                                |
| --------------------------------- | ---------------------------------------------- | ------- | ----------------------------------------- |
| Bienal de Arte                    | Exposición Internacional de Arte               | 1895    | Años pares (desde 2022)                   |
| Bienal de Arquitectura de Venecia | Exposición Internacional de Arquitectura       | 1980    | Años impares (desde 2021)                 |
| Bienal de Música                  | Festival Internacional de Música Contemporánea | 1930    | Anualmente (septiembre/octubre)           |
| Bienal de Teatro                  | Festival Internacional de Teatro               | 1934    | Anualmente (julio/agosto)                 |
| Festival de Cine de Venecia       | Festival Internacional de Cine de Venecia      | 1932    | Anualmente (agosto/septiembre)            |
| Bienal de Danza de Venecia        | Festival Internacional de Danza Contemporánea  | 1999    | Anualmente (junio; bienalmente 2010-2016) |
|                                   | Carnaval Internacional Infantil                | 2009    | Anualmente (durante el Carnaval)          |

## Historia

### 1895-1947

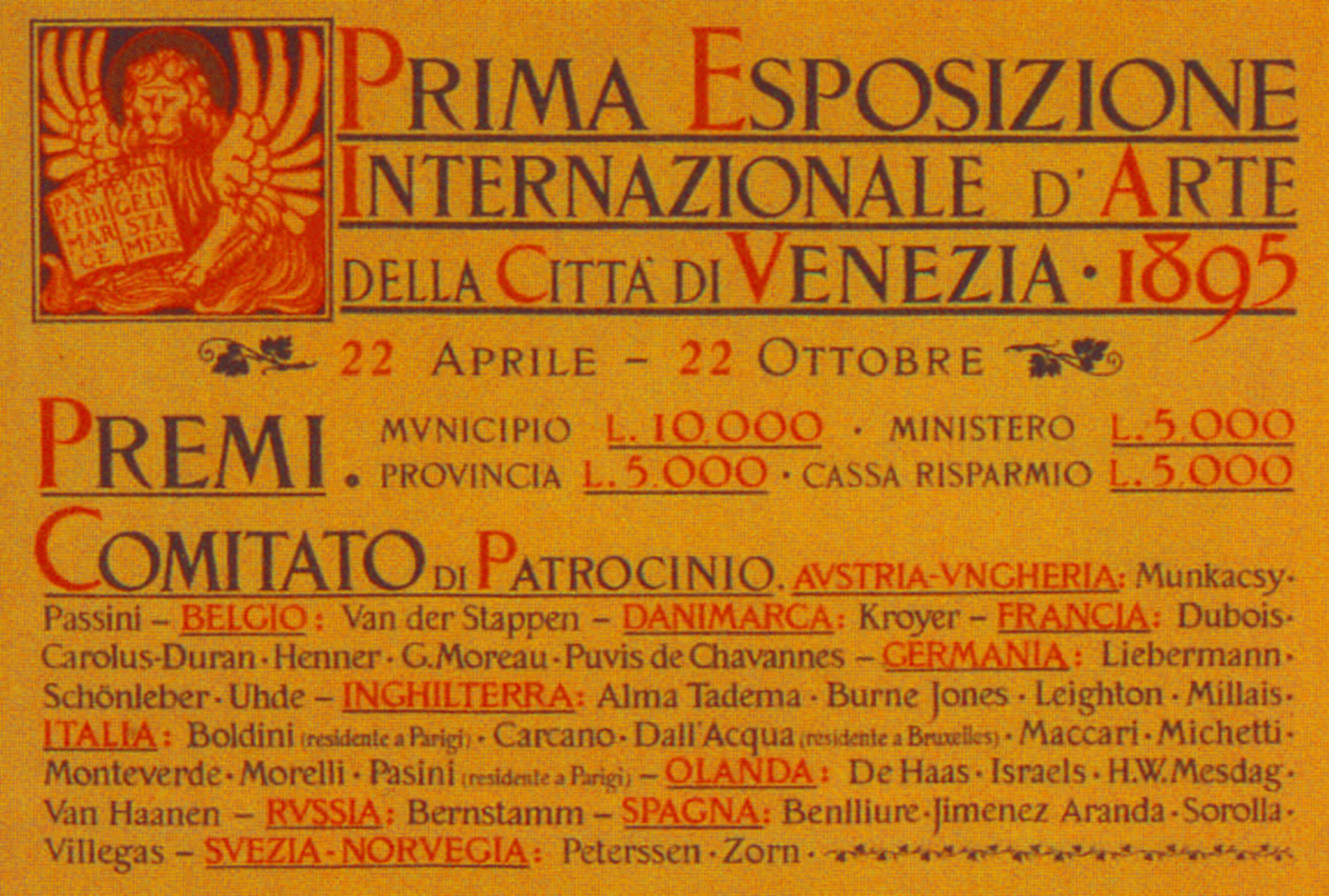
Cartel oficial de la primera edición.

El 19 de abril de 1893, el Ayuntamiento de Venecia aprobó una resolución para crear una exposición bienal de arte italiano ("Esposizione biennale artistica nazionale") para celebrar las bodas de plata del rey Umberto I y Margarita de Saboya.
Un año más tarde, el consejo decretó "adoptar un sistema 'por invitación'; reservar una sección de la Exposición también para artistas extranjeros; admitir obras de artistas italianos no invitados, seleccionados por un jurado".
La primera Bienal, "I Esposizione Internazionale d'Arte della Città di Venezia (Primera Exposición Internacional de Arte de la Ciudad de Venecia)" (aunque originalmente programada para el 22 de abril de 1894) fue inaugurada el 30 de abril de 1895 por el Rey y la Reina de Italia. Umberto I y Margarita de Saboya. La primera exposición fue vista por 224 000 visitantes.
El evento se volvió cada vez más internacional en las primeras décadas del siglo XX: a partir de 1907, varios países instalaron pabellones nacionales en la exposición, siendo el primero el de Bélgica. En 1910 se exponen los primeros artistas de renombre internacional: una sala dedicada a Gustav Klimt, una exposición individual de Renoir, una retrospectiva de Courbet. Una obra de Picasso "Familia de Saltimbanques" fue retirada del salón español del Palacio central porque se temía que su novedad pudiera escandalizar al público. En 1914 se habían establecido siete pabellones: Bélgica (1907), Hungría (1909), Alemania (1909), Gran Bretaña (1909), Francia (1912) y Rusia (1914).
Durante la Primera Guerra Mundial, los eventos de 1916 y 1918 fueron cancelados. En 1920 se dividió el cargo de alcalde de Venecia y presidente de la Bienal. El nuevo secretario general, Vittorio Pica, propició la primera presencia del arte de vanguardia, en particular impresionistas y postimpresionistas.
En 1922 se celebró una exposición de esculturas de artistas africanos. Entre las dos guerras mundiales, muchos artistas modernos importantes expusieron allí sus obras. En 1928 se inauguró el Istituto Storico d'Arte Contemporanea (Instituto Histórico de Arte Contemporáneo), que fue el primer núcleo de colecciones de archivos de la Bienal. En 1930 su nombre cambió a Archivo Histórico de Arte Contemporáneo.
En 1930, la Bienal se transformó en Ente Autonomo (Junta Autónoma) por Real Decreto con ley núm. 33 de 13 de enero de 1930. Posteriormente, el control de la Bienal pasó del ayuntamiento de Venecia al gobierno nacional fascista de Benito Mussolini. Esto provocó una reestructuración, un impulso financiero asociado y un nuevo presidente, el conde Giuseppe Volpi di Misurata. Se establecieron tres eventos completamente nuevos, entre ellos la Bienal de Música de 1930, también conocida como Festival Internacional de Música Contemporánea; el Festival de Cine de Venecia de 1932, que reivindican como el primer festival de cine de la historia, también conocido como Festival Internacional de Cine de Venecia; y la Biennale Theatro en 1934, también conocida como Festival Internacional de Teatro.
En 1933, la Bienal organizó una exposición de arte italiano en el extranjero. A partir de 1938 se entregaron Grandes Premios en la sección de exposiciones de arte.
Durante la Segunda Guerra Mundial, las actividades de la Bienal fueron interrumpidas: 1942 vio la última edición de los eventos. El Festival de Cine se reinició en 1946, los festivales de Música y Teatro se reanudaron en 1947 y la Exposición de Arte en 1948.

### 1948-1973

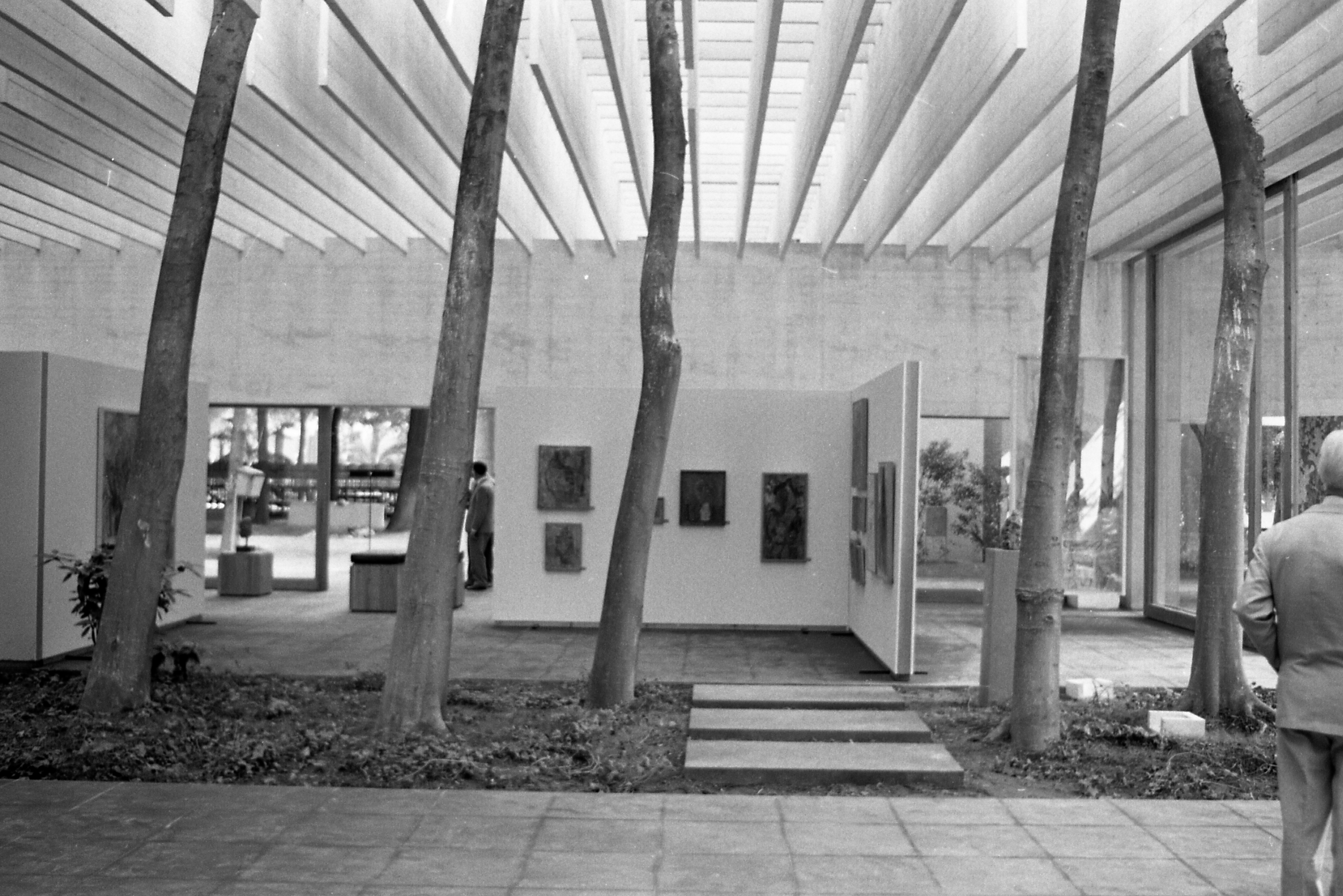
1962 Exposición de Arte.

La Bienal de Arte se reanudó en 1948 con una gran exposición de carácter recapitulativo. El secretario general, el historiador del arte Rodolfo Pallucchini, comenzó con los impresionistas y numerosos protagonistas del arte contemporáneo, entre ellos Chagall, Klee, Braque, Delvaux, Ensor y Magritte, así como una retrospectiva de la obra de Picasso. Peggy Guggenheim fue invitada a exhibir su colección, que luego se albergará permanentemente en Ca' Venier dei Leoni.
1949 vio el comienzo de una atención renovada a los movimientos de vanguardia en el arte contemporáneo europeo (y más tarde en todo el mundo). El expresionismo abstracto se introdujo en la década de 1950, y a la Bienal se le atribuye la importación del arte pop al canon de la historia del arte al otorgar el máximo premio a Robert Rauschenberg en 1964. De 1948 a 1972, el arquitecto italiano Carlo Scarpa realizó una serie de intervenciones notables en los espacios expositivos de la Bienal.
En 1954, la isla San Giorgio Maggiore fue sede de los primeros espectáculos de teatro Noh japonés en Europa. En 1956 la selección de películas se realizó siguiendo una selección artística y ya no basada en la designación del país participante. El León de Oro de 1957 fue para Aparajito, de Satyajit Ray, que introdujo el cine indio en Occidente.
1962 incluyó Arte Informale en la Exposición de Arte con Jean Fautrier, Hans Hartung, Emilio Vedova y Pietro Consagra. La Exposición de Arte de 1964 introdujo el arte pop en Europa continental ( The Independent Group se había fundado en Gran Bretaña en 1952). El estadounidense Robert Rauschenberg fue el primer artista estadounidense en ganar el Gran Premio y el más joven hasta la fecha.
Las protestas estudiantiles de 1968 también marcaron una crisis para la Bienal. Las protestas estudiantiles ostaculizaron la apertura de la Bienal. Como resultado, se abrió un período de cambios institucionales que finalizó con un nuevo Estatuto en 1973. En 1969, tras las protestas, se abandonaron los Grandes Premios. Éstas se reanudaron en 1980 para la Mostra del Cinema y en 1986 para la Exposición de Arte.
En 1972, por primera vez, la Bienal adoptó un tema, llamado "Opera o comportamento" ("Trabajo o comportamiento").
A partir de 1973 el Festival de Música dejó de celebrarse anualmente. Durante el año en que no se celebró la Mostra del Cinema, hubo un ciclo de "Giornate del cinema italiano" (Jornadas del Cine Italiano) promovidas por organismos sectoriales en el campo Santa Margherita, en Venecia.

### 1974-1998

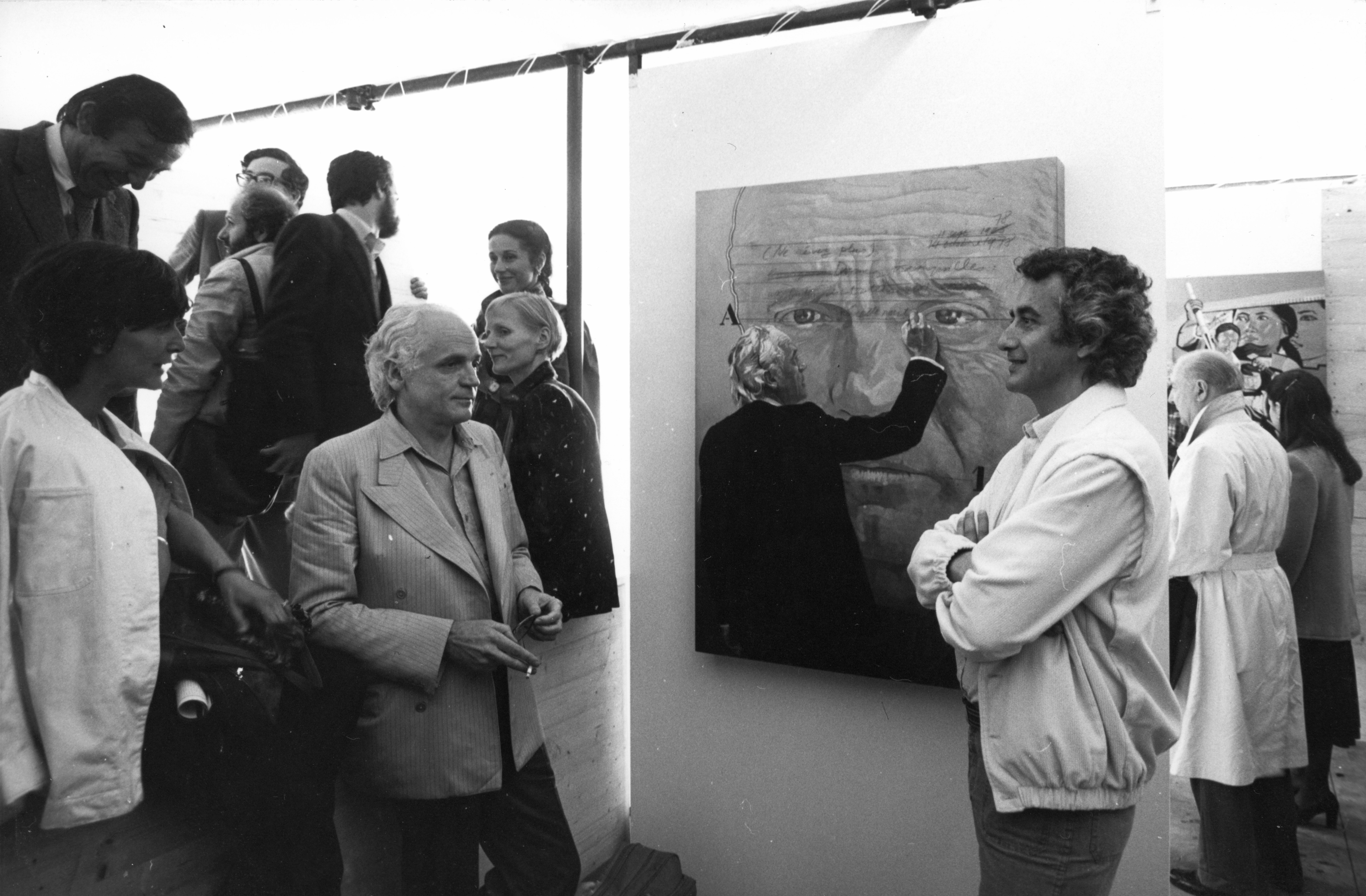
Alain Jouffroy y Herman Braun-Vega delante de un retrato del primero realizado por el segundo en 1980 en la 39ª Bienal de Venecia, donde Braun-Vega representaba a Perú en el pabellón habitualmente asignado a Uruguay.

En 1973 comenzó la presidencia de cinco años de Carlo Ripa di Meana. La Exposición Internacional de Arte no se celebró (hasta que se reanudó en 1976). En octubre de 1974 y 1975 se llevaron a cabo eventos de teatro y cine bajo el título Libertà per il Cile (Libertad para Chile), una importante protesta cultural contra la dictadura de Augusto Pinochet.
El 15 de noviembre de 1977 se inauguró la llamada Bienal de la Disidencia (en referencia al movimiento disidente en la URSS). Debido a las consiguientes controversias dentro de los partidos de izquierda italianos, el presidente Ripa di Meana dimitió a finales de año.
En 1978 comenzó la nueva presidencia de Giuseppe Galasso (1978-1983). Se estableció el principio de que cada uno de los sectores artísticos debía tener un director permanente para organizar su actividad.
En 1980 se creó la sección de Arquitectura de la Bienal. El director Paolo Portoghesi abrió por primera vez al público la Corderie dell'Arsenale. En la Mostra del Cinema se recuperaron los premios (entre 1969 y 1979 las ediciones no fueron competitivas). En 1980, Achille Bonito Oliva y Harald Szeemann presentaron "Aperto", una sección de la exposición diseñada para explorar el arte emergente. El historiador del arte italiano Giovanni Carandente dirigió las ediciones de 1988 y 1990. Posteriormente se dejó un intervalo de tres años para garantizar que la edición de 1995 coincidiera con el centenario de la Bienal.
La edición de 1993 estuvo dirigida por Achille Bonito Oliva. En 1995, Jean Clair fue designado como el primer director de artes visuales no italiano de la Bienal mientras que Germano Celant se desempeñó como director en 1997.
Para el Centenario de 1995, la Bienal promovió eventos en todos los sectores de su actividad: el 34.º Festival del Teatro, la 46.ª exposición de arte, el 46.º Festival di Musica, la 52.ª Mostra del Cinema.

### 1999-presente
Las ediciones 48.ª y 49.ª, en 1999 y 2001, fueron dirigidas por Harald Szeemann. Estas ediciones contaron con una mayor representación de artistas de Asia y Europa del Este y artistas jóvenes y expandieron la muestra a varios espacios recientemente restaurados del Arsenale.
En 1999 se creó un nuevo sector para espectáculos en vivo: DMT (Dance Music Theatre).
La 50.ª edición, de 2003, dirigida por Francesco Bonami, contó con un número récord de siete co-curadores involucrados, entre ellos Hans Ulrich Obrist, Catherine David, Igor Zabel, Hou Hanru y Massimiliano Gioni.
La 51.ª edición de la Bienal se inauguró en junio de 2005, comisariada, por primera vez, por dos mujeres, María de Corral y Rosa Martínez. De Corral organizó "La Experiencia del Arte" que incluyó a 41 artistas, desde maestros del pasado hasta figuras más jóvenes. Rosa Martínez se hizo cargo del Arsenal con "Siempre un poquito más lejos". Basándose en "el mito del viajero romántico", en su exposición participaron 49 artistas, desde los elegantes hasta los profanos.
En 2007, Robert Storr se convirtió en el primer director estadounidense en comisariar la Bienal (la 52.ª), con una muestra titulada Think with the Senses – Feel with the Mind. Arte en tiempo presente.
El curador sueco Daniel Birnbaum fue el director artístico de la edición de 2009 titulada "Fare Mondi // Making Worlds".
La edición de 2011 fue comisariada por el curador suizo Bice Curiger y se tituló "ILLUMInazioni – ILLUMInations".
La Bienal de 2013 fue comisariada por el italiano Massimiliano Gioni. Su título y tema, Il Palazzo Enciclopedico/El Palacio Enciclopédico, fue adoptado de un modelo arquitectónico del artista italoestadounidense autodidacta Marino Auriti. La obra de Auriti, El Palacio Enciclopédico del Mundo, fue prestada por el Museo de Arte Popular Americano y exhibida en la primera sala del Arsenale durante la bienal. Para Gioni, la obra de Auriti, "destinada a albergar todos los conocimientos mundanos, reuniendo los mayores descubrimientos de la raza humana, desde la rueda hasta el satélite", proporcionaba una figura análoga al "modelo mismo de la bienal... basado en el deseo imposible concentrar los infinitos mundos del arte contemporáneo en un solo lugar: una tarea que ahora parece tan vertiginosamente absurda como el sueño de Auriti".
El curador Okwui Enwezor fue el responsable de la edición de 2015. Fue el primer curador de la bienal nacido en África. Como catalizador para imaginar diferentes formas de imaginar múltiples deseos y futuros, Enwezor encargó proyectos y programas especiales a lo largo de la Bienal en Giardini. Esto incluyó una Cumbre de Tiempo Creativo, la SUPERCOMUNIDAD ' la revista e-flux, la Coalición Laboral del Golfo, el Proyecto Transafricano de Fronteras Invisibles y Abounaddara.  
La Bienal de 2017, titulada Viva Arte Viva, fue dirigida por la curadora francesa Christine Macel, quien la calificó como una "exposición inspirada en el humanismo". El artista alemán Franz Erhard Walther ganó el León de Oro al mejor artista del pabellón central, mientras que Carolee Schneemann recibió el León de Oro póstumo a su trayectoria.
La Bienal de 2019, titulada May You Live In Interesting Times, fue dirigida por el curador estadounidense Ralph Rugoff.
La edición de 2022, curada por la curadora italiana Cecilia Alemani, se tituló "La leche de los sueños" en honor a un libro de la pintora surrealista mexicana nacida en Gran Bretaña Leonora Carrington.
La Bienal cuenta hasta la fecha con una asistencia de más de 500 000 visitantes.
En febrero de 2024, miles de artistas y trabajadores culturales, entre ellos Jesse Darling, Joanna Piotrowska, Nan Goldin, Michael Rakowitz y Leila Sansour, firmaron una petición pidiendo que Israel fuera excluido de la Bienal de Venecia debido a la campaña militar de Israel en el Franja de Gaza. La Bienal rechazó la petición, diciendo que "no tomaría en consideración ninguna petición o llamado a excluir" a los países reconocidos por Italia. El Ministro de Cultura italiano, Gennaro Sangiuliano, afirmó que: "Israel no sólo tiene el derecho de expresar su arte, sino que tiene el deber de dar testimonio a su pueblo precisamente en un momento como éste, en el que ha sido atacado sin piedad por terroristas despiadados. El Arte de Venecia La Bienal siempre será un espacio de libertad, encuentro y diálogo y no un espacio de censura e intolerancia".
El 13 de febrero de 2024, la Oficina de Prensa de la Santa Sede anunció que el Papa Francisco asistiría a la Bienal de Venecia. Visitó el Pabellón de la Santa Sede en la prisión de Giudecca el domingo 28 de abril de 2024 Esta fue la primera vez que un Papa visitó la exposición internacional.

## Papel en el mercado del arte
Cuando se fundó la Bienal de Venecia en 1895, uno de sus principales objetivos era establecer un nuevo mercado para el arte contemporáneo. Entre 1942 y 1968, una oficina de ventas ayudó a los artistas a encontrar clientes y vender sus obras, servicio por el que cobraba una comisión del 10%. Las ventas siguieron siendo una parte intrínseca de la bienal hasta 1968, cuando se promulgó una prohibición de ventas. Una razón práctica importante por la que el enfoque en productos no básicos no ha logrado desacoplar a Venecia del mercado es que la propia bienal carece de fondos para producir, enviar e instalar estas obras a gran escala. Por lo tanto, la participación financiera de los distribuidores se considera indispensable; ya que regularmente aportan financiación para la producción de proyectos ambiciosos. Además, cada dos años la Bienal de Venecia coincide con la cercana Art Basel, la principal feria comercial de arte moderno y contemporáneo del mundo. Muchas galerías con artistas expuestos en Venecia suelen traer obras de los mismos artistas a Basilea. 

## Pabellón Central y Arsenale
La Bienal formal tiene su sede en un parque, el Giardini. El Giardini incluye una gran sala de exposiciones que alberga una exposición temática curada por el director de la Bienal.
Iniciado en 1980, el Aperto comenzó como un evento paralelo para artistas más jóvenes y de origen nacional no representados por los pabellones nacionales permanentes. Suele celebrarse en el Arsenale y se ha convertido en parte del programa formal de la bienal. En 1995 no hubo Aperto por lo que varios países participantes contrataron espacios para exhibir exposiciones de artistas emergentes. A partir de 1999, tanto la exposición internacional como el Aperto se celebraron como una sola exposición, tanto en el Pabellón Central como en el Arsenale. También en 1999, una renovación de un millón de dólares transformó el área del Arsenale en un grupo de astilleros, cobertizos y almacenes renovados, más que duplicando el espacio de exhibición del Arsenale de años anteriores.
Se celebró una edición especial de la 54.ª Bienal en el Padiglione Italia de Torino Esposizioni – Sala Nervi (diciembre de 2011 – febrero de 2012) con motivo del 150.º Aniversario de la Unificación Italiana. El evento fue dirigido por Vittorio Sgarbi.

## Pabellones nacionales

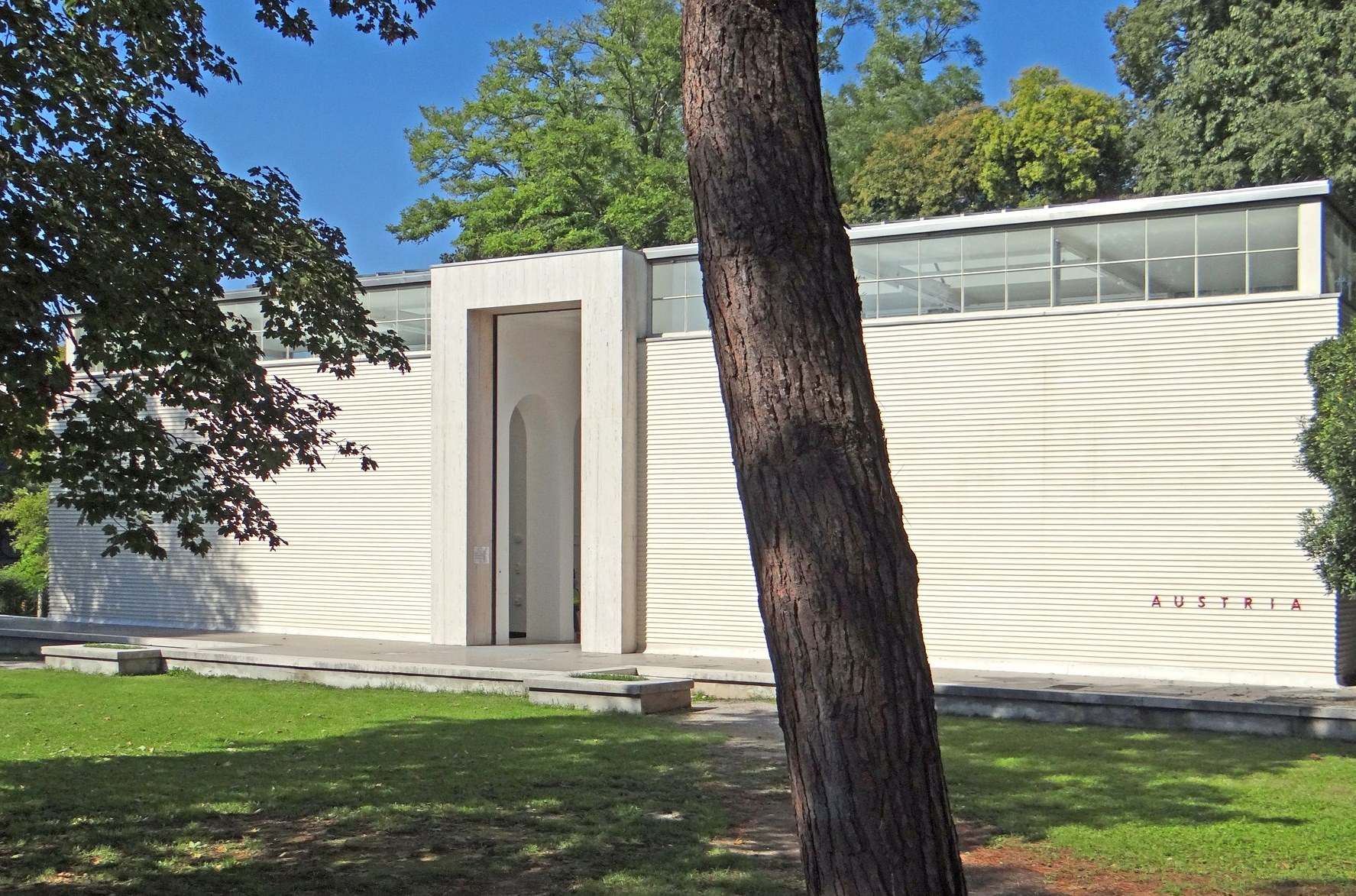
Pabellón nacional de Austria.

El Giardini alberga 30 pabellones nacionales permanentes. Además del Pabellón Central, construido en 1894 y posteriormente reestructurado y ampliado varias veces, los Giardini están ocupados por otros 29 pabellones construidos en diferentes épocas por los distintos países participantes en la Bienal. La primera nación en construir un pabellón fue Bélgica en 1907, seguida de Alemania, Gran Bretaña y Hungría en 1909. Los pabellones son propiedad de cada país y están gestionados por sus ministerios de cultura.
Los países que no poseen un pabellón en los Giardini se exhiben en otros lugares de Venecia. El número de países representados sigue creciendo. En 2005, China estuvo presente por primera vez, seguida por el Pabellón Africano y México (2007), los Emiratos Árabes Unidos (2009) y la India (2011).
La asignación de los pabellones permanentes estuvo dictada en gran medida por la política internacional de los años 30 y la Guerra Fría. No existe un formato único para la forma en que cada país gestiona su pabellón; los países establecidos y emergentes representados en la bienal mantienen y financian sus pabellones de diferentes maneras. Si bien los pabellones suelen estar financiados por el gobierno, el dinero privado desempeña un papel cada vez más importante; En 2015, los pabellones de Irak, Ucrania y Siria recibieron financiación totalmente privada. El pabellón de Gran Bretaña siempre está gestionado por el British Council mientras que Estados Unidos asigna la responsabilidad a una galería pública elegida por el Departamento de Estado que, desde 1985, es la Colección Peggy Guggenheim. Los países del Arsenal que solicitan un espacio de exposición temporal pagan un alquiler por metro cuadrado.

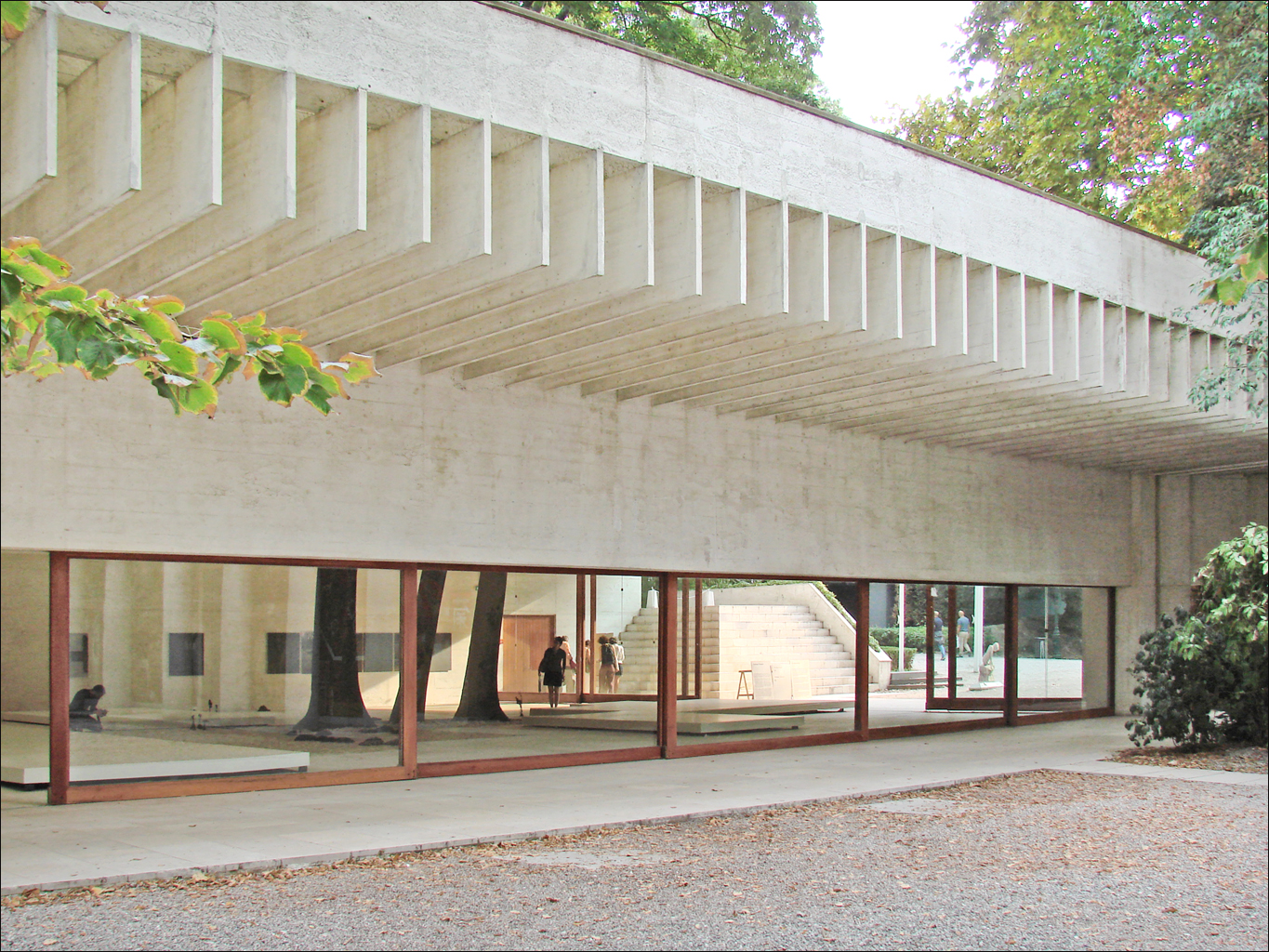
Pabellón nacional de Suecia.

En 2011, los países fueron Albania, Andorra, Argentina, Australia, Austria, Bangladesh, Bielorrusia, Bélgica, Brasil, Bulgaria, Canadá, Chile, China, Congo, Costa Rica, Croacia, Cuba, Chipre, Chequia y Eslovaquia, Dinamarca, Egipto., Estonia, Finlandia, Francia, Georgia, Alemania, Grecia, Haití, Hungría, Islandia, India, Irán, Irak, Irlanda, Israel, Italia, Japón, Corea, Letonia, Lituania, Luxemburgo, Macedonia, México, Moldavia, Montenegro, Países Bajos, Nueva Zelanda, Noruega, Polonia, Portugal, Rumania, Rusia, San Marino, Arabia Saudita, Serbia, Singapur, Eslovenia, Sudáfrica, España, Suecia, Suiza, República Árabe Siria, Taiwán, Tailandia, Turquía, Ucrania, Emiratos Árabes Unidos, Reino Unido, Estados Unidos de América, Uruguay, Venezuela, Gales y Zimbabue. Además de este, hay dos pabellones colectivos: el Pabellón de Asia Central y el Istituto Italo-Latino Americano. En 2013, once nuevos países participantes desarrollaron pabellones nacionales para la Bienal: Angola, Bosnia y Herzegovina, las Bahamas, Baréin, Costa de Marfil, Kosovo, Kuwait, las Maldivas, Paraguay, Tuvalu y la Santa Sede. En 2015, cinco nuevos países participantes desarrollaron pabellones para la Bienal: Granada, República de Mozambique, República de Seychelles, Mauricio y Mongolia. En 2017, tres países participaron por primera vez en la Bienal de Arte: Antigua y Barbuda, Kiribati y Nigeria. En 2019, cuatro países participaron por primera vez en la Bienal de Arte: Ghana, Madagascar, Malasia y Pakistán.
Además de los pabellones nacionales, cada año surgen innumerables "pabellones no oficiales". En 2009 existían pabellones como el Pabellón de Gabón y un pabellón Peckham. En 2017, el Pabellón de la Diáspora reunió a 19 artistas de entornos multinacionales complejos para desafiar la prevalencia del Estado nación en la Bienal.
El Pabellón de Internet (en italiano: Padiglione Internet) fue fundada en 2009 como una plataforma para activistas y artistas que trabajan en nuevos medios. Las ediciones posteriores se realizaron desde 2013, en conjunto con la bienal.

## Premios
La Bienal de Venecia ha premiado a los artistas participantes en la Exposición desde su primera edición en 1895. Los Grandes Premios se establecieron en 1938 y estuvieron vigentes hasta 1968, cuando fueron abolidos debido al movimiento de protesta. Los premios se retomaron en 1986. La selección la realiza el Patronato de la Biennale di Venezia, a propuesta del comisario de la Exposición Internacional.
También por recomendación del curador, la Bienal nombra a los cinco miembros de su jurado internacional, que se encarga de otorgar premios a los pabellones nacionales. El jurado internacional otorga el León de Oro a la mejor participación nacional, el León de Oro al mejor participante en la exposición internacional y el León de Plata a un "joven participante prometedor" en la exposición. También podrá designar una mención especial a los participantes nacionales, y un máximo de dos menciones especiales a los artistas de la exposición internacional.

## Eventos colaterales
Junto con la principal exposición internacional y los pabellones nacionales, muchas galerías, museos, fundaciones y organizaciones sin fines de lucro locales e internacionales organizan exposiciones independientes en toda la ciudad de Venecia. El curador de la exposición internacional elige varias de estas exposiciones para incluirlas como eventos colaterales en el programa de la Bienal. Si bien estas exposiciones no están organizadas por la Bienal, la Bienal promueve las exposiciones elegidas como eventos colaterales como un componente adicional del evento.

## Gestión

### Estructura legal
Las oficinas de la Bienal se encuentran en Ca' Giustinian en el sestiere San Marco.
El 26 de julio de 1973, el Parlamento italiano aprobó el nuevo estatuto de la Organización para la Bienal. Se creó una junta "democrática". Estaba integrado por 19 miembros, compuestos por representantes del Gobierno, las organizaciones locales más importantes, los principales sindicatos y un representante del personal. La Junta debía elegir al Presidente y nombrar a los Directores Sectoriales, uno para Artes Visuales, otro para Cine, otro para Música y otro para Teatro.
En 1998, la Bienal se transformó en personalidad jurídica de derecho privado y pasó a llamarse "Società di Cultura La Biennale di Venezia". La estructura de la empresa – Consejo de Administración, Comité Científico, Consejo de Auditores y asamblea de patrocinadores privados – tiene una duración de cuatro años. Las áreas de actividad pasaron a ser seis (Arquitectura, Artes visuales, Cine, Teatro, Música, Danza), en colaboración con la ASAC (Archivo Histórico). El Presidente es designado por el ministro de Asuntos Culturales. La junta directiva está formada por el presidente, el alcalde de Venecia y tres miembros designados por el gobierno regional del Véneto y patrocinadores privados. A los demás se añadió la danza.
El 15 de enero de 2004, la Bienal se transformó en fundación.

### Presidentes
- 1973–1978 – Carlo Ripa di Meana
- 1978–1983 – Giuseppe Galasso
- 1983–1993 – Paolo Portoghesi
- 1993–1996 – Gian Luigi Rondi
- 1997 – Lino Micciché
- 1998–2001 – Paolo Baratta
- 2001–2003 – Franco Bernabé
- 2004–2007 – Davide Croff
- 2008–2020 – Paolo Baratta
- 2020–2024 – Roberto Cicutto

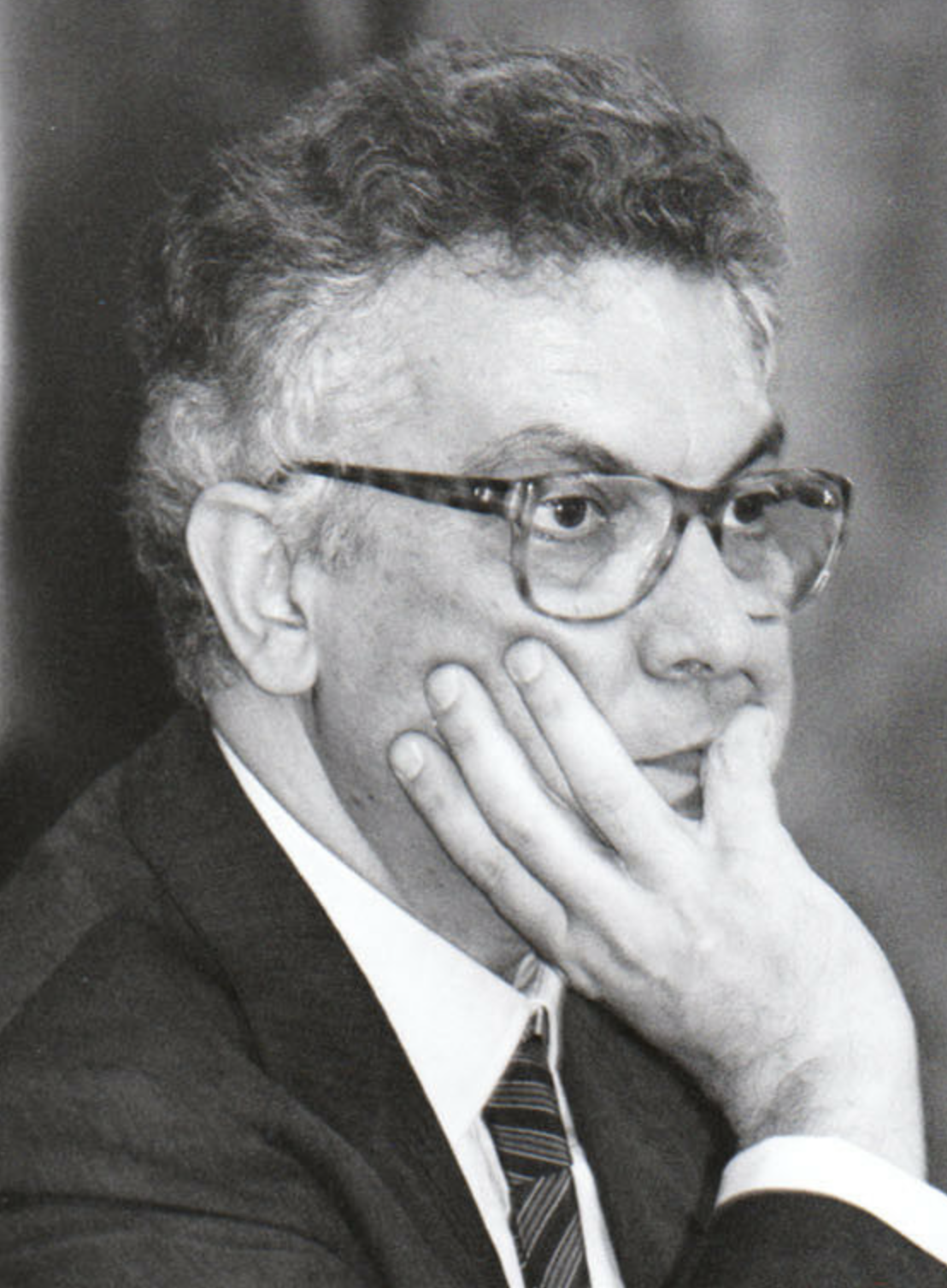
Paolo Baratta ha sido el presidente de la Bienal de Venecia con más años de servicio, en el cargo durante más de 15 años (1998-2001; 2008-2020).

- desde 2024 – Pietrangelo Buttafuoco

### Presupuesto
Para la edición de 2013, el presupuesto de la exposición principal fue de unos 2,3 millones de dólares; Además, se recaudaron más de 2 millones de dólares, en su mayoría de particulares, fundaciones y filántropos. El presupuesto de la exposición internacional fue de 13 millones de euros (unos 14,2 millones de dólares) en 2013 y casi 19 millones de dólares en 2022.

## Otras lecturas
- Sophie Bowness y Clive Phillpot (ed), Gran Bretaña en la Bienal de Venecia 1895 – 1996, The British Council, 1995
- Martín, Enzo Di. La Historia de la Bienal de Venecia, Venecia, Papiro Arte, 2007.
- Sara Thorton. Siete días en el mundo del arte. Nueva York: WW Norton, 2008.
- 52a Bienal de Venecia y Documenta 12 en Kassel vol.20 julio de 2007 n.paradoxa: revista internacional de arte feminista págs.88–92
- Vittorio Sgarbi, Lo Stato dell'Arte: 54 Exposizione internazionale d'Arte della Biennale di Venezia. Iniciativa especial para el 150° Aniversario de la Unidad de Italia, Moncalieri (Torino), Istituto Nazionale di Cultura, 2012